# Urby Emanuelson
Urby Vitorrio Diego Emanuelson zkráceně jen Urby Emanuelson (* 16. června 1986 Amsterdam, Nizozemsko) je nizozemský fotbalový obránce se surinamskými kořeny, momentálně působí v nizozemské lize v klubu FC Utrecht. Je schopen zastat i post levého záložníka. Emanuelson je dalším z hráčů, kteří pocházejí ze světově proslulé líhně talentů AFC Ajax.
Jeho bratrancem je fotbalista Jean-Paul Boëtius.

## Klubová kariéra
Svůj ligový debut měl v sezóně 2004/05 a byl i členem nizozemského týmu, který vyhrál v červnu 2006 fotbalové mistrovství světa do 21 let. Jeho výkony daly podnět i trenéru nizozemské seniorské reprezentace Marcu van Bastenovi, aby jej pozval do národního týmu pro kvalifikaci na EURO 2008.
Na konci prosince 2006 získal ocenění nejtalentovanějšího hráče v Nizozemsku a byl zařazen i do nejlepší jedenáctky Eredivisie prestižním nizozemským časopisem Voetbal International.
V lednu 2011 přestoupil z AFC Ajax do AC Milán za 1,7 milionu eur, celková částka se díky doplatku po sezóně 2010/11 vyšplhala na 2,5 milionu eur. Jarní část ročníku 2012/13 strávil na hostování v anglickém klubu Fulham FC.
V červenci 2014 přestoupil z AC Milán do římského AS Řím.

## Přestupy
- - z AFC Ajax do AC Milán za 2 500 000 Euro
  - z AC Milán do AS Řím zadarmo
  - z AS Řím do Atalanta BC zadarmo

## Statistiky
| Sezóna  | Klub                   | Liga             | Liga   | Liga | Ligové poháry | Ligové poháry | Ligové poháry | Kontinentální poháry | Kontinentální poháry | Kontinentální poháry | Celkem | Celkem |
| Sezóna  | Klub                   | Soutěž           | Zápasy | Góly | Soutěž        | Zápasy        | Góly          | Soutěž               | Zápasy               | Góly                 | Zápasy | Góly   |
| ------- | ---------------------- | ---------------- | ------ | ---- | ------------- | ------------- | ------------- | -------------------- | -------------------- | -------------------- | ------ | ------ |
| 2004/05 | AFC Ajax               | Eredivisie       | 3      | 0    | NP+NS         | 1             | 0             | LM+UEFA              | 0+1                  | 0                    | 5      | 0      |
| 2005/06 | AFC Ajax               | Eredivisie       | 30     | 1    | NP+NS         | 2+1           | 1+0           | LM                   | 8                    | 0                    | 41     | 2      |
| 2006/07 | AFC Ajax               | Eredivisie       | 35     | 3    | NP+NS         | 4+1           | 0             | LM+UEFA              | 2+4                  | 0                    | 46     | 3      |
| 2007/08 | AFC Ajax               | Eredivisie       | 34     | 3    | NP+NS         | 2+1           | 0+0           | LM+UEFA              | 2+2                  | 0                    | 41     | 3      |
| 2008/09 | AFC Ajax               | Eredivisie       | 32     | 4    | NP            | 1             | 0             | UEFA                 | 9                    | 0                    | 42     | 4      |
| 2009/10 | AFC Ajax               | Eredivisie       | 31     | 5    | NP            | 7             | 2             | EL                   | 10                   | 1                    | 48     | 8      |
| 2010/11 | AFC Ajax               | Eredivisie       | 18     | 1    | NP+NS         | 3+1           | 1             | LM                   | 10                   | 0                    | 32     | 2      |
| 2011    | AC Milan               | Serie A          | 9      | 0    | IP            | 2             | 1             | -                    | 0                    | 0                    | 11     | 1      |
| 2011/12 | AC Milan               | Serie A          | 30     | 2    | IP+IS         | 4+1           | 0             | LM                   | 7                    | 0                    | 42     | 2      |
| 2012/13 | AC Milan               | Serie A          | 12     | 1    | IP            | 2             | 0             | LM                   | 6                    | 1                    | 20     | 2      |
| 2013    | Fulham FC              | Premier League   | 13     | 1    | -             | 0             | 0             | -                    | 0                    | 0                    | 13     | 1      |
| 2013/14 | AC Milan               | Serie A          | 24     | 0    | IP            | 1             | 0             | LM                   | 8*                   | 0*                   | 33     | 0      |
| 2014/15 | AS Řím                 | Serie A          | 2      | 0    | IP            | 0             | 0             | LM                   | 0                    | 0                    | 2      | 0      |
| 2015    | Atalanta BC            | Serie A          | 9      | 0    | -             | 0             | 0             | -                    | 0                    | 0                    | 9      | 0      |
| 2016    | Hellas Verona FC       | Serie A          | 11     | 0    | IP            | 0             | 0             | -                    | 0                    | 0                    | 11     | 0      |
| 2016/17 | Sheffield Wednesday FC | EFL Championship | 1      | 0    | -             | 0             | 0             | -                    | 0                    | 0                    | 1      | 0      |
| 2017/18 | FC Utrecht             | Eredivisie       | 30     | 0    | NP            | 2             | 0             | EL                   | 6*                   | 0*                   | 38     | 0      |
| 2018/19 | FC Utrecht             | Eredivisie       | 28     | 4    | NP            | 2             | 0             | -                    | 0                    | 0                    | 30     | 4      |
| 2019/20 | FC Utrecht             | Eredivisie       | 13     | 0    | NP            | 3             | 0             | EL                   | 2*                   | 0*                   | 18     | 0      |
| 2020/21 | FC Utrecht             | Eredivisie       | ?      | ?    | NP            | ?             | ?             | -                    | 0                    | 0                    | ?      | ?      |
| Celkově | Celkově                | Celkově          | 365    | 25   | -             | 41            | 5             | -                    | 77                   | 2                    | 483    | 32     |

Poznámky
- i s předkolem.

## Reprezentační kariéra
Hrál na domácím Mistrovství světa hráčů do 20 let 2005 v Nizozemsku, kde jeho tým vypadl ve čtvrtfinále proti Nigérii v penaltovém rozstřelu. 

Zúčastnil se Mistrovství Evropy hráčů do 21 let 2006 v Portugalsku, kde si Nizozemsko došlo do finále pro první titul v této věkové kategorii. V semifinále porazilo 3:2 po prodloužení Francii a ve finále 3:0 Ukrajinu.

S reprezentací do 23 let se zúčastnil také Letních olympijských her 2008 v Číně, kde byli Nizozemci vyřazeni ve čtvrtfinále po výsledku 1:2 po prodloužení.
V A-mužstvu Nizozemska debutoval 16. 8. 2006 v Dublinu v přátelském zápase proti domácímu týmu Irska (výhra 4:0).

## Úspěchy

### Klubové
- 1× vítěz nizozemské ligy (2010/11)
- 1× vítěz italské ligy (2010/11)
- 3× vítěz nizozemského poháru (2005/06, 2006/07, 2009/10)
- 3× vítěz nizozemského Superpoháru (2005, 2006, 2007)
- 1× vítěz italského Superpoháru (2011)

### Reprezentační
- 1× na MS U20 (2005)
- 1× na ME U21 (2006 - zlato)
- 1× na OH (2008)